# سامسونج جالكسي كور
سامسونج جالكسي كور (بالإنجليزية: Samsung Galaxy Core)‏ هو هاتف ذكي من سامسونج ضمن سلسلة سامسونج جالاكسي يعمل بنظام أندرويد، تم طرحه في الأسواق في 2013.

## الخصائص
- نظام التشغيل: أندرويد 4.1.2
- المعالج: 1.2 جيجا هرتز
- الكاميرا الخلفية: 5 ميجابكسل
- الشاشة: إل سي دي 480 × 800
- الوزن: 124 غرام (0.273 رطل)
- الذاكرة: 1 جيجابايت
- التخزين: 8 جيجابايت
- الوزن: 124 غرام
- البطارية: 1800 mAh

## روابط خارجية
- سامسونج جالكسي كور على موقع سامسونج